# Les Nouillers

Les Nouillers este o comună în departamentul Charente-Maritime, Franța. În 1 ianuarie 2022 avea o populație de 724 de locuitori.